# Нитрид трииода
Нитри́д триио́да (иногда йодистый азот, неверно: азид йода) — чрезвычайно взрывчатое неорганическое соединение азота и иода с формулой {\displaystyle {\ce {NI3}}}. Обычно получается в виде чёрно-коричневых кристаллов — аддукта с аммиаком {\displaystyle {\ce {NI3 . n NH3}}} (аммиаката), но был получен и в индивидуальном виде реакцией BN с IF при низких температурах.
Чёрные кристаллы очень чувствительны к механическим воздействиям. В сухом виде взрывается от прикосновения, образуя розовато-фиолетовое облако паров йода. Скорость детонации 6,712 км/с. Это единственное известное вещество, которое взрывается под воздействием альфа-частиц и других продуктов ядерного распада.
Впервые был получен Куртуа в 1812—1813 гг. (по другой версии это сделал Ганч в 1900 г.).

## Свойства
Аддукт нитрида иода разлагается при взаимодействии с диэтилцинком {\displaystyle {\ce {Zn(C2H5)2:}}}
{\displaystyle {\ce {NH3.NI3 + 3Zn(C2H5)2 ->}}}
{\displaystyle {\ce {-> NH3 + N(C2H5)3 + 3ZnC2H5I}}}.
Благодаря именно этой реакции установлено строение аддукта йодида азота с аммиаком
Во влажном виде при наличии избытка аммиака в растворе сравнительно устойчив. Из-за крайней нестабильности применяется как средство для эффектного химического фокуса. Нестабильность вещества вызвана большой длиной связи {\displaystyle {\ce {N-I}}} и большими относительными размерами трёх атомов иода, приходящихся на один атом азота, и, соответственно, низкой энергией активации реакции разложения.
Является единственным известным взрывчатым веществом, способным детонировать от альфа-излучения и осколков деления тяжёлых ядер.
Нерастворим в этаноле. Разлагается горячей водой, кислотами-окислителями, щелочами.
Реакция разложения чистого вещества:
{\displaystyle {\ce {2NI3}}}(тв.) {\displaystyle {\ce {-> N2 ^ \ + \ 3 I2 ^}}} ΔH = −290 кДж/моль.
Аммиак, который присутствует в аддукте, является восстановителем для образующегося иода:
{\displaystyle {\ce {8NI3.NH3 -> 5 N2 ^ + 6 NH4I + 9 I2}}}.
Нитрид трииода подвергается гидролизу с образованием оксида азота (III) и йодоводородной кислоты:
{\displaystyle {\ce {2NI3 + 3H2O -> 6HI + N2O3}}}.
Йодид азота является окислителем, так, образованный in situ при добавлении раствора йода к раствору восстановителя в водном аммиаке, он окисляет гидрохинон до хингидрона и бензальдегид до бензойной кислоты.

## Синтез

### Аммиакаты нитрида трийода

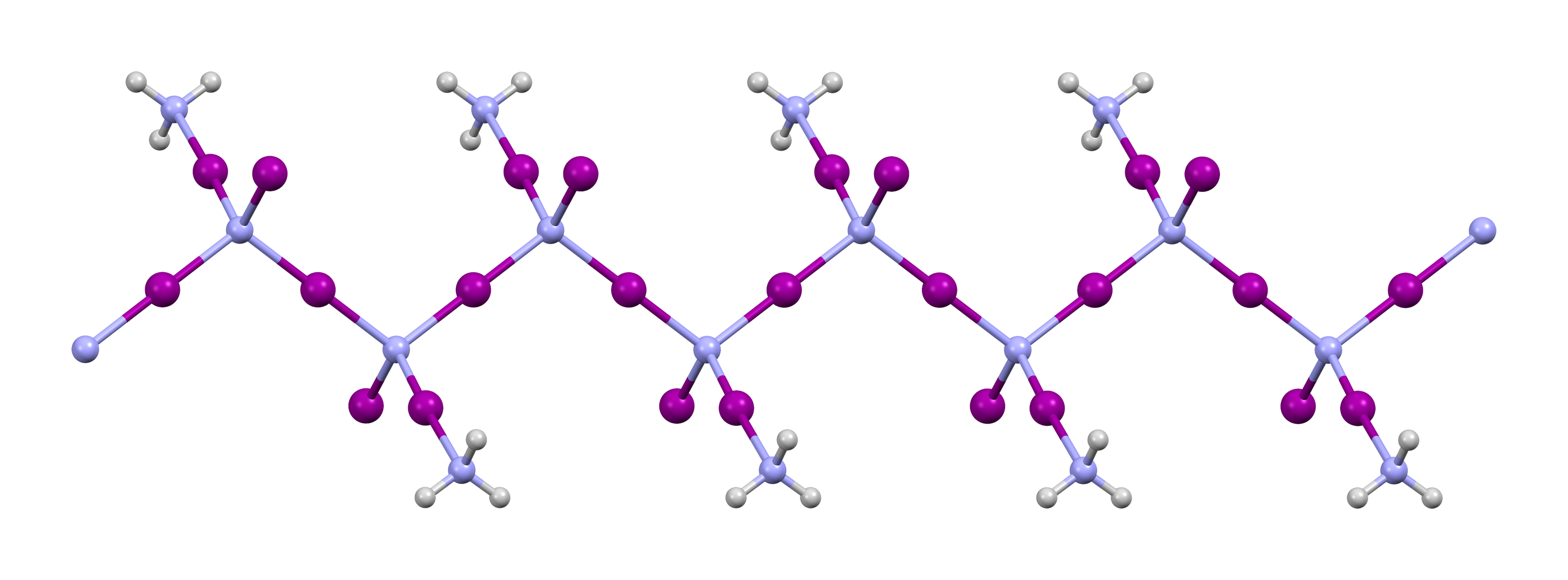
Цепочка NI_{3}·NH_{3} в кристаллической структуре аммиачного аддукта нитрида трииода

В результате реакции иода с водным аммиаком образуется взрывоопасное коричневое твёрдое вещество. При смешивании выпадает чёрный или бурый осадок, представляющий собой продукт присоединения аммиака к нитриду трииода:
{\displaystyle {\ce {3I2(s) + 5NH3(aq) -> NI3*NH3(s) + 3NH4I(aq)}}}.
При реакции с безводным аммиаком в условиях низких температур образующийся продукт имеет состав {\displaystyle {\ce {NI3.(NH3)5,}}} при нагревании он начинает терять часть аммиака. Этот аддукт впервые был описан Куртуа в 1812, окончательно его формулу определил Oswald Silberrad в 1905 году.
В твёрдом состоянии его структура состоит из цепочек {\displaystyle {\ce {-NI2-I-NI2-I-NI2-I -}}}.

### Чистый нитрид трийода
Впервые нитрид трийода {\displaystyle {\ce {NI3,}}} свободный от связанного аммиака, был синтезирован в 1930 году взаимодействием дибромйодида калия {\displaystyle {\ce {KIBr2}}} с жидким аммиаком, у полученного в этой реакции продукта молярное отношение йода и азота составляло 1:3,04:
{\displaystyle {\ce {3 KIBr2 + 4 NH3 -> NI3 + 3 KBr + 3 NH4Br}}}.
Полученный {\displaystyle {\ce {NI3}}} сублимировался в вакууме при комнатной температуре и конденсировался в ловушке, охлаждаемой жидким воздухом.
Также {\displaystyle {\ce {NI3}}} с низким выходом образуется при реакции нитрида бора {\displaystyle {\ce {BN}}} с монофторидом иода {\displaystyle {\ce {IF}}} в трихлорфторметане при −30 °C:
{\displaystyle {\ce {BN + 3 IF -> NI3 + BF3}}}.

## Применение
Вероятно, единственным практическим применением нитрида трийода является йодирование фенолов (и других электронобогащенных ароматических соединений), при этом {\displaystyle {\ce {NI3}}} получают in situ, добавляя к аммиачному раствору фенола раствор йода. Так, тимол в таких условиях йодируется в о-положение к гидроксилу с образованием йодтимола, а пиррол количественно йодируется до тетрайодпиррола.
Вместе с тем, благодаря лёгкости получения и эффектности его взрывного разложения взрыв микроколичеств аммиаката йодида азота входит в число демонстрационных экспериментов в курсе неорганической химии.

## Регулирование
По CFR 49 § 172.101 запрещена перевозка.